# مارك تاكر (موسيقي)
مارك تاكر (بالإنجليزية: Mark Tucker)‏ هو موسيقي أمريكي، ولد في 11 أكتوبر 1957.

## وصلات خارجية
- مارك تاكر على موقع ميوزك برينز (الإنجليزية)
- مارك تاكر على موقع ديسكوغز (الإنجليزية)